# آلوارو آگیره
آلوارو آگیره (انگلیسی: Álvaro Aguirre؛ زادهٔ ۳ فوریهٔ ۲۰۰۰) بازیکن فوتبال است که در پست وینگر برای باشگاه فوتبال رایو وایکانو بی بازی می‌کند.

## دوران حرفه‌ای باشگاهی
آگیره متولد مادرید، در سال ۲۰۱۴ از آلکوبنداس سی اف به مجموعه جوانان رایو وایکانو پیوست.